# محمود مخلوف
محمود مخلوف شفتر من مواليد 17 اغسطس 1975 في طرابلس، ليبيا، وهو لاعب كرة قدم ليبي يلعب حاليا لنادي الاتحاد.وهو من سكان الهضبة الخضرة بجوار مدرسة السلام

## وصلات خارجية
- محمود مخلوف على موقع قاعدة بيانات كرة القدم.إي يو (الإنجليزية)
- محمود مخلوف على موقع ناشيونال فوتبول تيمز (الإنجليزية)